# Odacir Klein
Odacir Klein GOMM (Getúlio Vargas, 4 de março de 1943) é um advogado e político brasileiro filiado ao Movimento Democrático Brasileiro (MDB). Foi ministro dos Transportes durante o governo Fernando Henrique Cardoso. Pelo Rio Grande do Sul, foi deputado federal por quatro mandatos, secretário da Agricultura durante os governos Pedro Simon e Germano Rigotto e presidente do Banco do Estado do Rio Grande do Sul, além de prefeito e vereador de Getúlio Vargas.

## Biografia
De origem humilde, fez curso técnico em contabilidade, depois, direito. Um de seus primeiros empregos foi na Cooperativa Tritícola de Getúlio Vargas (Cootrigo), onde trabalhou com o depois deputado estadual Guido Giacomazzi. Aos 21 anos, apoiado por este, elegeu-se vereador e, antes do término de seu primeiro mandato, foi prefeito da cidade de Getúlio Vargas. Foi depois deputado federal em quatro legislaturas e entre 1987 e 1988, secretário da Agricultura e Abastecimento do Rio Grande do Sul (cargo que voltou a ocupar entre 2003 e 2006, no governo Rigotto), além de presidente do Banrisul.

### Ministério dos Transportes
Comandou o Ministério dos Transportes entre janeiro de 1995 e 15 de agosto de 1996, no governo de Fernando Henrique Cardoso. Em março de 1995, Odacir foi admitido por FHC à Ordem do Mérito Militar no grau de Grande-Oficial especial.
Em 14 de agosto de 1996 o então ministro dos Transportes, Odacir Klein, demitiu-se do cargo depois que se tornou pública sua omissão num caso de atropelamento. Um dos filhos do ministro dirigia, acompanhado do pai, e atropelou e matou um operário em Brasília. O ministro e o filho não prestaram socorro à vítima , mas as informações dadas por testemunhas do acidente levaram à identificação do motorista (e do acompanhante). 
Em 2009 lançou o livro “Conversando com os netos”, no qual fala sobre o alcoolismo e sobre como superar essa doença. Em 2011 lançou o opúsculo “Se tenta ou se senta”. Atualmente reside em Brasília e exerce as atividades de advogado e consultor empresarial e, também de Presidente da Ubrabio – União Brasileira do Biodiesel e coordenador e colunista do Fórum do Milho.
Casou-se com Ilionir Londero e tiveram 5 filhos: Flávia (advogada e residente em Getúlio Vargas); Fúlvia, que mora em Brasília; Fernanda (também advogada, que reside em Porto Alegre); Fabrício, o qual mora em Porto Alegre e Felipe, que faleceu em abril de 2004.